# IHL 2000/01
Die Saison 2000/01 war die 56. und letzte reguläre Saison der International Hockey League. Während der regulären Saison bestritten die elf Teams jeweils 82 Spiele. In den Play-offs setzten sich die Orlando Solar Bears durch und gewannen den ersten Turner Cup in ihrer Vereinsgeschichte. Nach Auflösung der IHL wechselten sechs Mannschaften zur Saison 2001/02 in die American Hockey League, während die übrigen fünf Mannschaften den Spielbetrieb einstellten.

## Teamänderungen
Folgende Änderungen wurden vor Beginn der Saison vorgenommen:
- Die Long Beach Ice Dogs wechselten in die West Coast Hockey League.
- Die Michigan K-Wings stellten den Spielbetrieb ein.

## Reguläre Saison

### Abschlusstabelle
Abkürzungen: GP = Spiele, W = Siege, L = Niederlagen, T = Unentschieden, OTL = Niederlage nach Overtime, GF = Erzielte Tore, GA = Gegentore, Pts = Punkte

#### Eastern Conference
|                       | GP | W  | L  | T | OTL | GF  | GA  | Pts |
| --------------------- | -- | -- | -- | - | --- | --- | --- | --- |
| Grand Rapids Griffins | 82 | 53 | 22 | 0 | 7   | 279 | 196 | 113 |
| Orlando Solar Bears   | 82 | 47 | 28 | 0 | 7   | 241 | 193 | 101 |
| Cincinnati Cyclones   | 82 | 44 | 29 | 0 | 9   | 267 | 258 | 97  |
| Cleveland Lumberjacks | 82 | 43 | 32 | 0 | 7   | 270 | 258 | 93  |
| Milwaukee Admirals    | 82 | 42 | 33 | 0 | 7   | 244 | 217 | 91  |
| Detroit Vipers        | 82 | 23 | 53 | 0 | 6   | 184 | 311 | 52  |

#### Western Conference
|                    | GP | W  | L  | T | OTL | GF  | GA  | Pts |
| ------------------ | -- | -- | -- | - | --- | --- | --- | --- |
| Chicago Wolves     | 82 | 43 | 32 | 0 | 7   | 267 | 249 | 93  |
| Houston Aeros      | 82 | 42 | 32 | 0 | 8   | 229 | 245 | 92  |
| Manitoba Moose     | 82 | 39 | 31 | 0 | 12  | 222 | 230 | 90  |
| Utah Grizzlies     | 82 | 38 | 36 | 0 | 8   | 208 | 220 | 84  |
| Kansas City Blades | 82 | 37 | 42 | 0 | 3   | 239 | 273 | 77  |

## Turner-Cup-Playoffs
| Turner-Cup-Viertelfinale | Turner-Cup-Viertelfinale | Turner-Cup-Viertelfinale |    |                       | Turner-Cup-Halbfinale | Turner-Cup-Halbfinale | Turner-Cup-Halbfinale |  |  | Turner-Cup-Finale | Turner-Cup-Finale | Turner-Cup-Finale |
|                          |                          |                          |    |                       |                       |                       |                       |  |  |                   |                   |                   |
| E1                       | Grand Rapids Griffins    | 4                        |    |                       |                       |                       |                       |  |  |                   |                   |                   |
| E4                       | Cleveland Lumberjacks    | 0                        |    |                       |                       |                       |                       |  |  |                   |                   |                   |
| E4                       | Cleveland Lumberjacks    | 0                        | E1 | Grand Rapids Griffins | 2                     |                       |                       |  |  |                   |                   |                   |
| Eastern Conference       |                          |                          | E1 | Grand Rapids Griffins | 2                     |                       |                       |  |  |                   |                   |                   |
|                          | E2                       | Orlando Solar Bears      | 4  |                       |                       |                       |                       |  |  |                   |                   |                   |
| E2                       | E2                       | Orlando Solar Bears      | 4  | Orlando Solar Bears   | 4                     |                       |                       |  |  |                   |                   |                   |
| E2                       |                          |                          |    | Orlando Solar Bears   | 4                     |                       |                       |  |  |                   |                   |                   |
| E3                       | Cincinnati Cyclones      | 1                        |    |                       |                       |                       |                       |  |  |                   |                   |                   |
| E3                       | Cincinnati Cyclones      | 1                        | E2 | Orlando Solar Bears   | 4                     |                       |                       |  |  |                   |                   |                   |
|                          |                          |                          |    | Orlando Solar Bears   | 4                     |                       |                       |  |  |                   |                   |                   |
|                          | W1                       | Chicago Wolves           | 1  |                       |                       |                       |                       |  |  |                   |                   |                   |
| W1                       | W1                       | Chicago Wolves           | 1  | Chicago Wolves        | 4                     |                       |                       |  |  |                   |                   |                   |
| W1                       |                          |                          |    | Chicago Wolves        | 4                     |                       |                       |  |  |                   |                   |                   |
| E5                       | Milwaukee Admirals       | 1                        |    |                       |                       |                       |                       |  |  |                   |                   |                   |
| E5                       | Milwaukee Admirals       | 1                        | W1 | Chicago Wolves        | 4                     |                       |                       |  |  |                   |                   |                   |
| Western Conference       |                          |                          | W1 | Chicago Wolves        | 4                     |                       |                       |  |  |                   |                   |                   |
|                          | W3                       | Manitoba Moose           | 2  |                       |                       |                       |                       |  |  |                   |                   |                   |
| W2                       | W3                       | Manitoba Moose           | 2  | Houston Aeros         | 3                     |                       |                       |  |  |                   |                   |                   |
| W2                       |                          |                          |    | Houston Aeros         | 3                     |                       |                       |  |  |                   |                   |                   |
| W3                       | Manitoba Moose           | 4                        |    |                       |                       |                       |                       |  |  |                   |                   |                   |

### Turner-Cup-Sieger
| Turner-Cup-Sieger Orlando Solar Bears | Torhüter: Scott Fankhouser, Norm Maracle Verteidiger: Brett Clark, Jon Coleman, Curtis Murphy, Brian Pothier, Scott Ricci, Todd Richards, Mike Weaver Angreifer: Bryan Adams, Mark Beaufait, Hugo Boisvert, Wade Brookbank, David Gove, Darcy Hordichuk, Wes Mason, Yves Sarault, Ben Simon, Jarrod Skalde, Dan Snyder, Dean Sylvester, Brad Tapper, Herberts Vasiļjevs, J. P. Vigier, Dmitri Wlassenkow Cheftrainer: Peter Horachek |

## Vergebene Trophäen

### Mannschaftstrophäen
| Auszeichnung                                          | Team                  |
| ----------------------------------------------------- | --------------------- |
| Turner Cup Gewinner der IHL-Playoffs                  | Orlando Solar Bears   |
| Fred A. Huber Trophy Bestes Team der regulären Saison | Grand Rapids Griffins |

### Individuelle Trophäen
| Auszeichnung                                                                     | Spieler          | Team                  |
| -------------------------------------------------------------------------------- | ---------------- | --------------------- |
| James Gatschene Memorial Trophy MVP der regulären Saison                         | Norm Maracle     | Orlando Solar Bears   |
| Leo P. Lamoureux Memorial Trophy Bester Scorer                                   | Derek King       | Grand Rapids Griffins |
| Leo P. Lamoureux Memorial Trophy Bester Scorer                                   | Steve Larouche   | Chicago Wolves        |
| Larry D. Gordon Trophy Bester Verteidiger                                        | Brett Hauer      | Manitoba Moose        |
| James Norris Memorial Trophy Torhüter mit den wenigsten Gegentoren               | Scott Fankhouser | Orlando Solar Bears   |
| James Norris Memorial Trophy Torhüter mit den wenigsten Gegentoren               | Norm Maracle     | Orlando Solar Bears   |
| Garry F. Longman Memorial Trophy Bester Rookie                                   | Brian Pothier    | Orlando Solar Bears   |
| Ken McKenzie Trophy Bester US-amerikanischer Rookie                              | Brian Pothier    | Orlando Solar Bears   |
| Commissioner’s Trophy Bester Trainer                                             | Peter Horachek   | Orlando Solar Bears   |
| Ironman Award Spieler mit allen Saisoneinsätzen und beständig hohen Leistungen   | Brian Chapman    | Manitoba Moose        |
| IHL Man of the Year Spieler/Person mit besonderen Engagement in der Gesellschaft | Wendell Young    | Chicago Wolves        |
| John Cullen Award Spieler mit leistungsstarkem Comeback nach langer Verletzung   | Rusty Fitzgerald | Manitoba Moose        |
| Norman R. „Bud“ Poile Trophy MVP der Turner-Cup-Playoffs                         | Norm Maracle     | Orlando Solar Bears   |